# Mitracarpus eichleri
Mitracarpus eichleri är en måreväxtart som beskrevs av Karl Moritz Schumann. Mitracarpus eichleri ingår i släktet Mitracarpus och familjen måreväxter. Inga underarter finns listade i Catalogue of Life.